# 電光
電光（でんこう）は、大日本帝国海軍が開発させ、太平洋戦争後半に試作された夜間戦闘機である。機体略番は「S1A1」。

## 概要
「月光」の後継の夜間戦闘機として、丙夜間戦闘機「電光」(S1A1)としての名で1943年（昭和18年）に対B-29用に愛知航空機へ試作指示された夜間戦闘機（丙戦）である。夜間戦闘機として最初から設計開発された機体は、日本においては「電光」が最初で最後であった。
海軍からの過大な要求に応える為様々な装備を行った結果、全備重量は当初予定をはるかに超える10トン強となり、「銀河」を上回る巨大戦闘機となった。この為、要求どおりの性能を満たすことは極めて困難な状態になり、1944年（昭和19年）の海軍における試作機種の整理の対象となり増加試作は中止されたが、既にモックアップまで完成していたため、製造中だった2機のみ試作されることになった。
しかし、1945年（昭和20年）の空襲により完成寸前の1号機が被爆、焼失、2号機もその後被爆、焼失し、終戦までに1機も完成しなかった。

## 開発経緯
アメリカが新型爆撃機B-29を完成させたとの噂を耳にした海軍は強力な防空戦闘機の必要性を感じ、18試丙戦の製作を決定した。製作会社に指名されたのは、それまで戦闘機の開発経験がほとんどない愛知航空機であった。この理由は、戦局の緊迫により他の戦闘機メーカーに新機軸を盛り込んだ機体を開発している余裕がないことを考慮してのことだった。
海軍からの要求は、
- 夜間戦闘の他、昼間に敵の哨戒機や敵船舶に対する攻撃ができること

また具体的な性能は、
- 最大速度685キロメートル/時以上、上昇力6000メートルまで6分以内、航続5時間、離陸滑走距離400メートル
- 武装は30ミリ砲に20ミリ砲、そして胴体上部にも20ミリ砲の遠隔操作式銃塔を設置、電探装備

という非常に過酷なものだったが、愛知航空機は1943年（昭和18年）11月から設計を開始、1944年（昭和19年）夏にはモックアップを完成させた。
エンジンは海軍の要求から中島飛行機の「誉」22型1860馬力2基となったが、このままでは高高度性能が不足することが明白な為、将来的には排気タービン付の発動機を用いることとし、試作機には液体酸素のボンベを搭載し、高々度飛行時にシリンダー内に酸素を噴射し馬力の低下を防ぐ特液噴射装置の増加装備をすることとした。
これだけの装備をした機体のため、同じ「誉」エンジン二基装備した陸上爆撃機銀河なみの大型戦闘機になってしまった。外見も銀河とよく似ているが、生産性向上のため胴体断面を四角形にしている。また生産の簡易化や生産中の制式機の部品が流用できるようにしたり、機体の各部を木製にすることにより省資源化を図っていた。
しかし、メーカー側の努力にもかかわらず、全備重量10トンを超える機体では要求どおりの性能を出せないことが明白な上、排気タービン、電探や遠隔操作砲塔など技術的にクリアーしなければならない問題が多過ぎたため、海軍はモックアップ審査後に本機の増加試作の中止を決定した。この決定に対し、愛知飛行機では既に製作中だった試作機2機については研究のため製作を続行することにした。
作業は順調に進んだが、1945年（昭和20年）6月の空襲により完成寸前の1号機が被爆、焼失、2号機も同年7月に被爆、焼失し、日の目を見ることなく終わった。

## 要目
- 全長:14.25m
- 全幅:17.50m
- 全高:4.25m
- 全装備重量:10,180kg
- 最高速度:590km/h（高度8,000m）（推算値）
- 上昇限度:12,000m （推算値）
- 航続距離:1,600km（推算値）
- 武装:20mm機銃×4、30mm機銃×2、60キロ爆弾×4または250キロ爆弾×1